# Susan Spencer-Churchill, Duquesa de Marlborough
Susan Spencer-Churchill (nascida Susan Stewart; Wormleighton, 10 de abril de 1767 – Londres, 2 de abril de 1841) foi uma nobre inglesa. Ela foi duquesa de Marlborough pelo seu casamento com George Spencer-Churchill, 5.º Duque de Marlborough. Ela era a trisavó de Winston Churchill, Primeiro-ministro do Reino Unido de 1940 a 1945, e de 1951 a 1955.

## Família
Susan foi a sexta filha e nona criança nascida de John Stewart, 7.º Conde de Galloway, Lorde da Câmara do rei Jorge III do Reino Unido de 1783 até a sua morte, em 1806, e de Anne Dashwood, sua segunda esposa.
Os seus avós paternos eram Alexander Stewart, 6.° Conde de Galloway e sua segunda esposa, Catherine Cochrane. Os seus avós maternos eram Sir James Dashwood, 2.° Baronete Dashwood e Elizabeth Spencer.
Ela teve quinze irmãos ao todo, sendo que um deles era George Stewart, 8.° Conde de Galloway, almirante da Marinha Real Britânica, marido de Jane Paget.

## Biografia
Susan se casou com George Spencer-Churchill, o então marquês de Blandford, em 15 de setembro de 1791, na residência do pai da noiva, o conde de Galloway, em St James's Square, na cidade de Londres, nume cerimônia oficiada pelo arcebispo de Canterbury, John Moore. O marquês era filho de George Spencer, 4.º Duque de Marlborough e de Caroline Russell. O casal teve seis filhos, duas meninas e quatro meninos.
Em 29 de janeiro de 1817, George sucedeu ao título de duque de Marlborough, e o casal mudou o sobrenome para Spencer-Churchill, autorizado por licença real datada de 26 de maio de 1817.
O duque de Marlborough morreu em 5 de março de 1840. A duquesa viúva de Marlborough faleceu no ano seguinte, alguns dias antes de completar 74 anos, em Park Lane, no dia 2 de abril de 1841, e foi sepultada no Palácio de Blenheim.

## Descendência
- Susan Caroline Spencer-Churchill (26 de novembro de 1792 – 18 de dezembro de 1792)[5]
- George Spencer-Churchill, 6.º Duque de Marlborough (27 de dezembro de 1793 – 1 de julho de 1857), sucessor do pai, serviu como Lorde Tenente de Oxfordshire de 1842 a 1857. Foi primeiro casado com a sua prima de primeiro grau, Jane Stewart, com quem teve quatro filhos. Sua segunda esposa foi Charlotte Augusta Flower, com quem teve dois filhos, e por fim foi casado com Jane Francis Clinton Stewart, outra prima sua de primeiro grau, e teve mais um filho. Também foi pai de uma filha ilegítima nascida de um relacionamento com sua prima de segundo grau, Harriet Caroline Octavia Spencer, neta de Mary Beauclerk, e filha do poeta William Robert Spencer.
- Charles Spencer-Churchill (3 de dezembro de 1794 – 28 de abril de 1840), Lorde Spencer-Chuchill. Foi marido de Ethelred Catherine Benett, com quem teve quatro filhos.
- George Henry Spencer-Churchill (18 de maio de 1796 – 1828), foi um reverendo. Foi casado com sua prima, Elizabeth Martha Nares, filhas de Charlotte Spencer, que era filha de George Spencer, 4.º Duque de Marlborough e de Caroline Russell, avós paternos de George Henry.
- John Henry Spencer-Churchill (22 de setembro de 1797 – 3 de junho de 1840), foi o capitão naval do navio HMS Druid à serviço da Companhia Britânica das Índias Orientais que morreu de "congestão do cérebro" que se complicou devido a um ataque de disenteria em Macau, onde foi enterrado.[6]
- Caroline Susan Spencer-Churchill (11 de dezembro de 1798 – 10 de janeiro de 1824), esposa de David Pennant.[5]